# Cromatografía de intercambio iónico

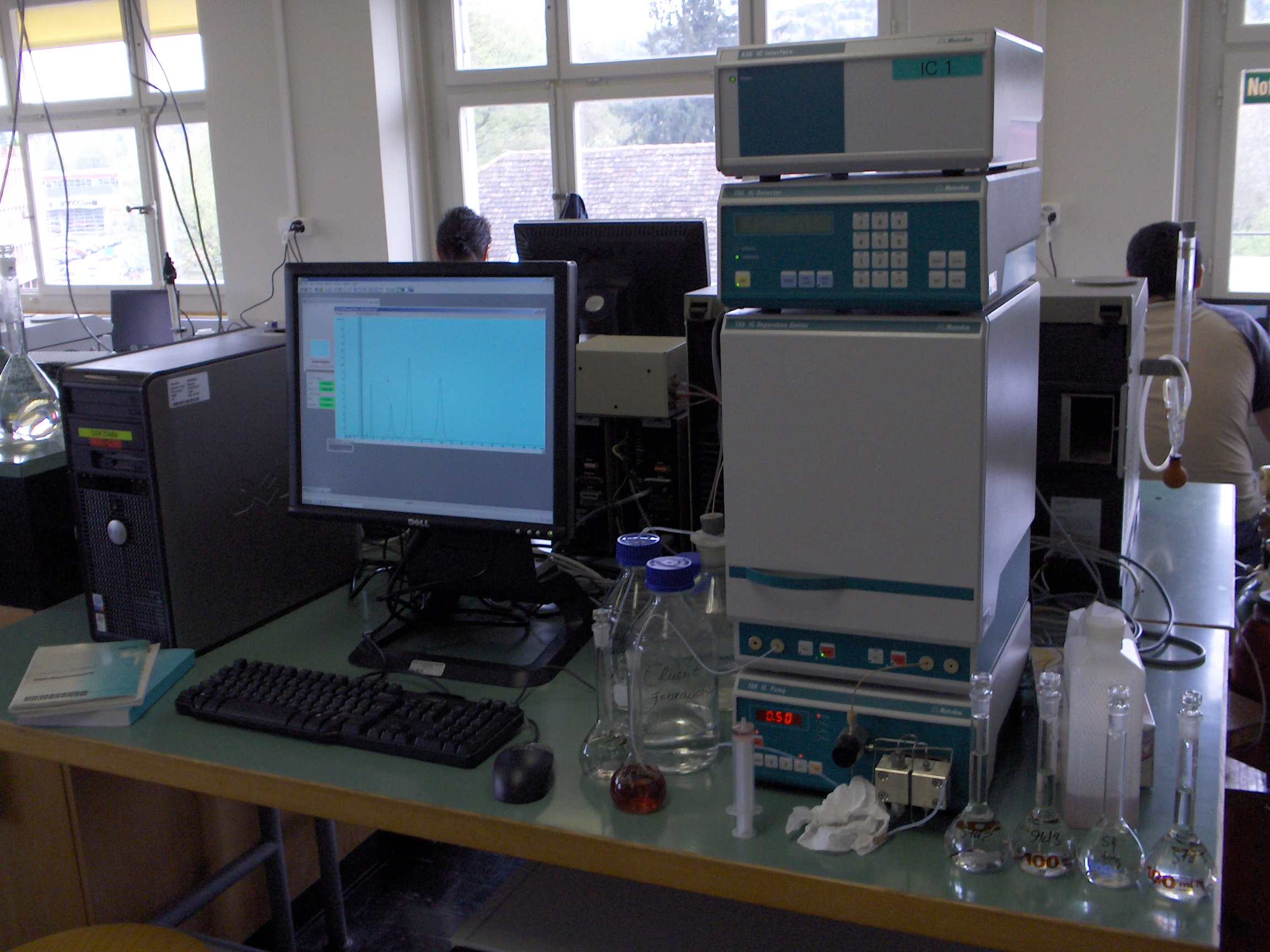
Un moderno equipo de cromatografía de intercambio iónico de altas prestaciones (HPIC) de Metrohm.

La cromatografía de intercambio iónico (o cromatografía iónica) es un proceso que permite la separación de iones y moléculas polares basado en las propiedades de carga de las moléculas. Puede ser usada en casi cualquier tipo de molécula cargada, incluyendo proteínas grandes, nucleótidos y aminoácidos pequeños. La solución que debe inyectarse normalmente se denomina "muestra", y los componentes separados individualmente se llaman analitos. Se emplea a menudo en purificación de proteínas, análisis del agua o control de calidad.

## Historia

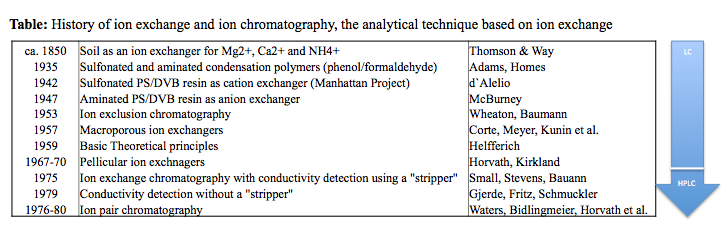
Breve resumen de la historia de la cromatografía de intercambio iónico.

Los métodos iónicos se han utilizado desde 1850, cuando H. Thompson y J. T. Way, investigadores de Inglaterra, trataron diversas arcillas con sulfato de amonio o carbonato en solución para extraer el amoníaco y liberar calcio. En 1927 se utilizó la primera columna de zeolita mineral para eliminar iones de calcio y magnesio que interferían en la solución, para determinar el contenido de sulfato de agua. La versión moderna de la IEC se desarrolló durante la época de la guerra del Proyecto Manhattan. Se requería una técnica para separar y concentrar los elementos radiactivos necesarios para hacer la bomba atómica. Los investigadores eligieron absorbentes que pudieran cerrarse sobre elementos transuránidos cargados, y que pudieran eliminarse diferencialmente. Finalmente, una vez desclasificada  en 1947, la Comisión de Energía Atómica dio a conocer la información sobre el uso de la cromatografía de intercambio iónico para la separación de productos de fisión nuclear. Estas técnicas pueden utilizar nuevas resinas IE para desarrollar los sistemas que se utilizan a menudo hoy en día para la purificación específica de productos biológicos y de sustancias inorgánicas.
A principios de los años 1970, Hamish Small y sus compañeros de trabajo en Dow Chemical Company desarrollaron la cromatografía iónica como un novedoso método de IEC utilizable en el análisis automatizado. La CI utiliza resinas iónicas más débiles para su fase estacionaria, y una nueva neutralización de stripper, o supresor de la columna para eliminar los iones quitados que se depositan en el fondo. Es una poderosa técnica para determinar bajas concentraciones de iones, y es especialmente útil en estudios sobre el medio ambiente y la calidad del agua, entre otras aplicaciones.
La tecnología de Dow Chemical fue adquirida por Durrum Instrument Corp. (fabricante del Durrum D-500), que luego formó una unidad de negocios separada para sus nuevos productos CI, llamada Dionex (Dow Ion Exchange). Dionex Corporation fue incorporada en 1980 en Sunnyvale, California, y dirigida por A. Blaine Bowman, que adquirió los activos de Dionex.

## Principios

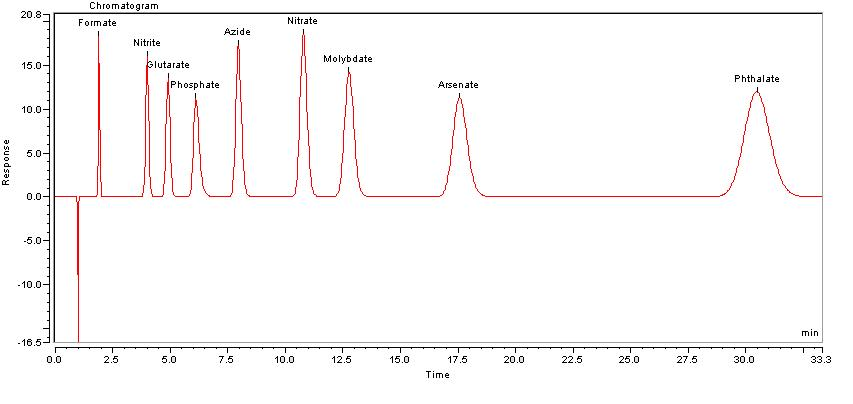
Cromatograma de intercambio iónico.

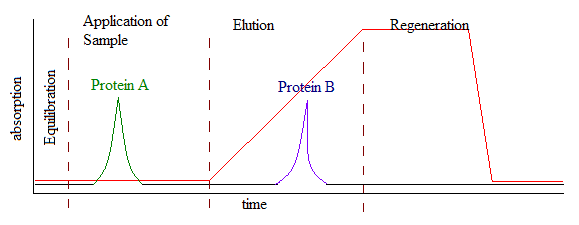
Fases del intercambio iónico.

La cromatografía de intercambio iónico conserva los analitos basándose en las interacciones de Coulomb. La fase estacionaria muestra en la superficie grupos funcionales iónicos (R-X) que interactúan con iones de carga opuesta del analito.
Este tipo de cromatografía se subdivide a su vez en dos técnicas. La cromatografía de intercambio catiónico y la cromatografía de intercambio aniónico:
- La cromatografía de intercambio catiónico retiene cationes cargados positivamente debido a que la fase estacionaria muestra un grupo funcional cargado negativamente, como podría ser un ácido fosfórico.

{\displaystyle {\text{R-X}}^{-}{\text{C}}^{+}\,+\,{\text{M}}^{+}\,{\text{B}}^{-}\rightleftarrows \,{\text{R-X}}^{-}{\text{M}}^{+}\,+\,{\text{C}}^{+}\,+\,{\text{B}}^{-}}
- La cromatografía de intercambio aniónico retiene aniones usando grupos funcionales cargados positivamente, como un catión de amonio cuaternario.

{\displaystyle {\text{R-X}}^{+}{\text{A}}^{-}\,+\,{\text{M}}^{+}\,{\text{B}}^{-}\rightleftarrows \,{\text{R-X}}^{+}{\text{B}}^{-}\,+\,{\text{M}}^{+}\,+\,{\text{A}}^{-}}
R-X+ es el analito presente en la columna, C+ es el catión, A- es el anión, M+ es la muestra y B+ es el ion de la muestra.
Un dato a tener en cuenta es que tanto la fuerza iónica de los C+ como la de los A- en la fase móvil se puede ajustar para cambiar la posición de equilibrio, cambiando de este modo el tiempo de retención.
El cromatograma de iones que se muestra en esta sección corresponde a uno típico obtenido con una columna de intercambio aniónico.

## Separación de proteínas

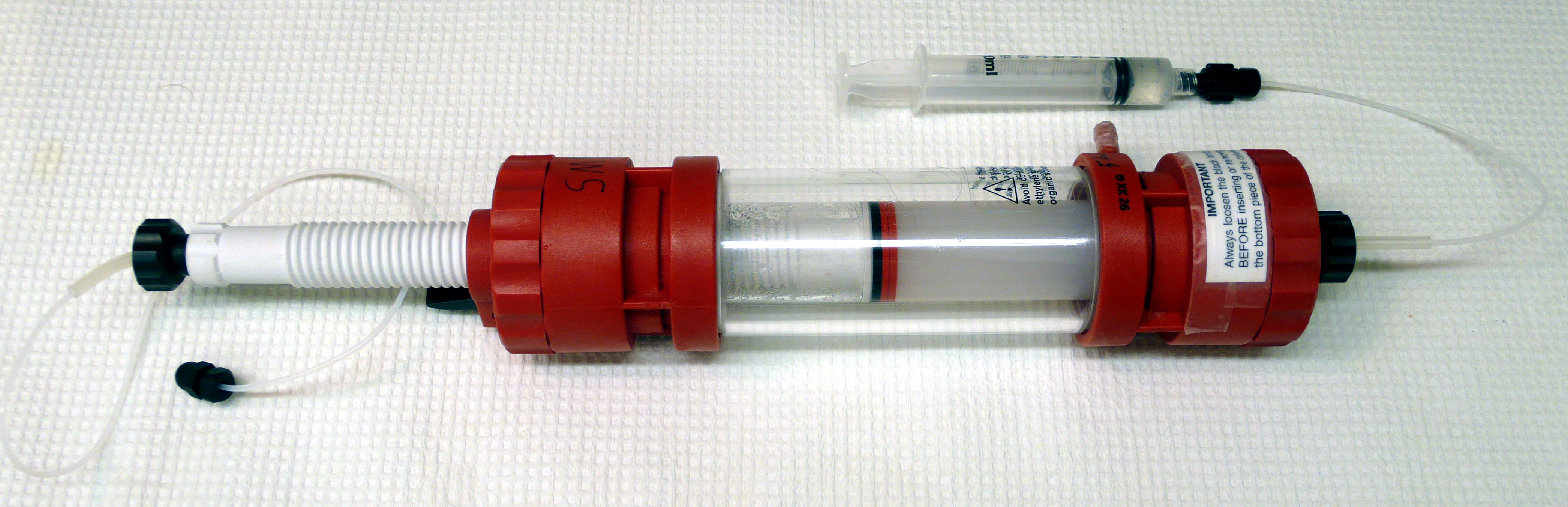
Columna de cromatografía de intercambio iónico usada en purificación de proteínas.

Las proteínas tienen numerosos grupos funcionales que tienen tanto cargas positivas como negativas. La cromatografía de intercambio iónico separa las proteínas de acuerdo con su carga neta, la cual depende de la composición de la fase móvil. Es posible separar varias moléculas de proteína ajustando el pH o la concentración de los iones de la fase móvil. Por ejemplo, si la proteína tiene una carga neta positiva con un pH de 7, entonces puede unirse a una columna cargada negativamente, mientras que una proteína con carga negativa no lo podría hacer. También podría eliminarse cambiando el pH para que la carga neta de la proteína fuera negativa.
La elución por el cambio de la fuerza iónica en la fase móvil tiene un efecto más sutil: funciona como si los iones de la fase móvil interactuarán con los iones inmovilizados en preferencia sobre estos en la fase estacionaria. Estos "escudan" la fase estacionaria de la proteína (y viceversa), y permite que la proteína pueda eluir al no estar unida a la fase estacionaria.

## Técnica típica

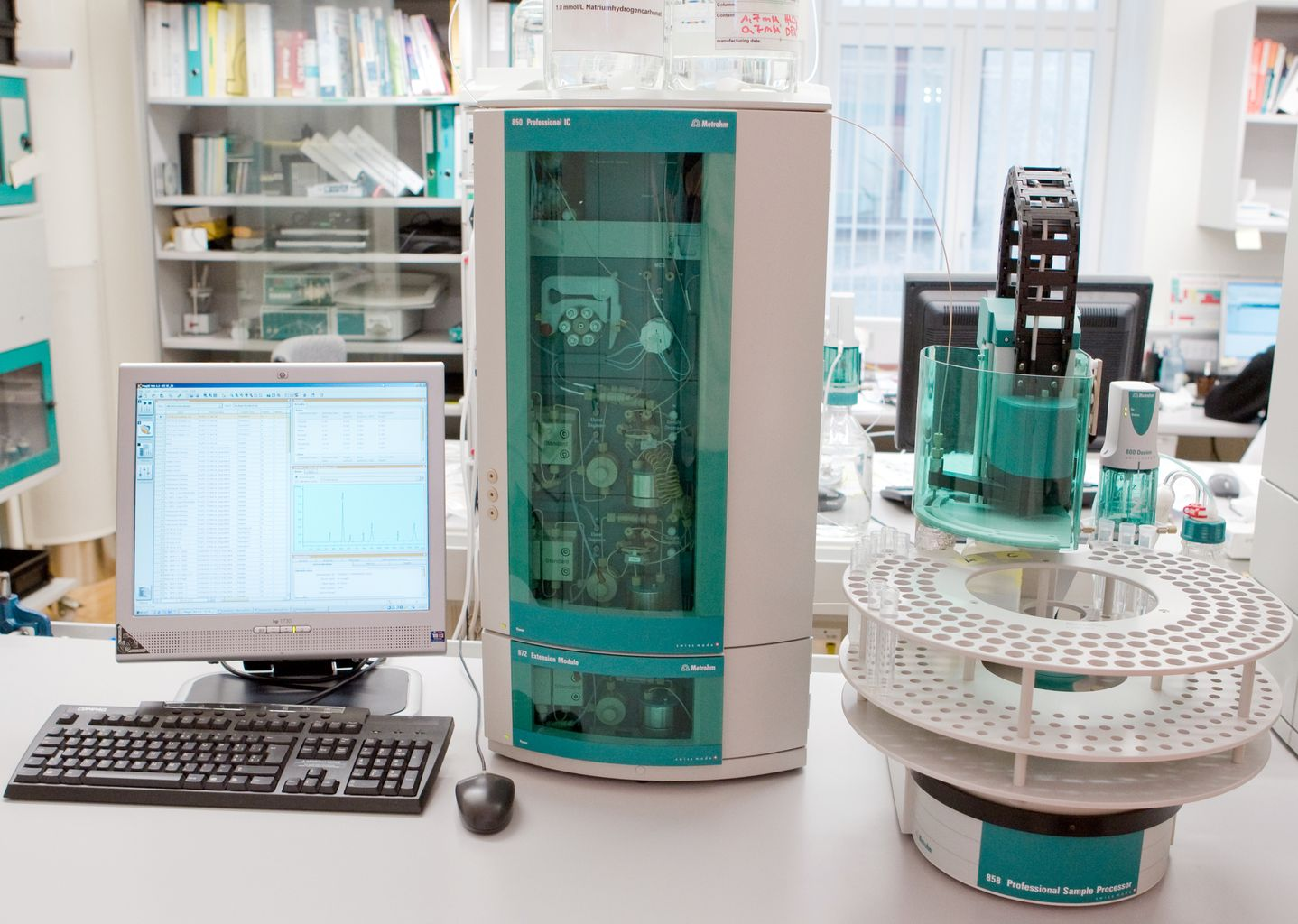
Un equipo de Cromatografía de intercambio iónico Metrohm 850. Prestación estándar.

Una muestra es introducida, de forma manual o con autosampler dentro de un ciclo de muestras de volumen conocido. Una solución acuosa tamponada conocida como fase móvil lleva la muestra del ciclo de muestras a la columna de cromatografía que contiene un analito en fase estacionaria. Este analito es típicamente una resina o matriz de gel que consiste en agarosa o celulosa unidos mediante enlace covalente a grupos funcionales cargados como puede ser una resina de intercambio catiónico. Los analitos objetivo (aniones o cationes) son conservados en la fase estacionaria pero pueden ser eliminados incrementando la concentración de especies de similar carga que pueden desplazar los iones analitos de la fase estacionaria. Por ejemplo, en la cromatografía de intercambio catiónico, los analitos cargados positivamente pueden ser desplazados agregando iones de sodio cargados positivamente.
Los analitos de interés pueden entonces ser detectados de varias maneras, típicamente por conductividad o por absorción de luz UV o Visible.
Para controlar un sistema de Cromatografía de Iones (CI), usualmente es necesario un Sistema de Datos Cromatográficos (Chromatography Data System, CDS). Además de los sistemas CI, algunos de estos CDS también pueden controlar sistemas de cromatografía de gases (GC) y Cromatografía líquida de alta eficacia (high performance liquid chromatography, HPLC).

## Usos

### Utilidad clínica
La Cromatografía de intercambio iónico se emplea para medir los niveles de Hemoglobina glucosilada (HbA1c), porfirinas y para purificar agua y producir agua desionizada en pequeñas cantidades.

### Aplicaciones industriales
La Cromatografía de intercambio iónico permite el testeado cuantitativo de los electrolitos y aditivos patentados de los baños de electrochapado. Esto supone un avance en las pruebas de testeado cualitativo del electrochapado o en pruebas menos precisas de testeo de UV. En estas tanto los iones, como los catalizadores, como los abrillantadores, como los aceleradores pueden ser medidos.